# Lexus IS F
De Lexus IS F is de topversie van de Lexus IS gemaakt door het Japanse luxemerk van Toyota, Lexus. De auto was te zien op de European Motor Show Brussels van 2008.

## Visueel
De verschillen met de standaard IS zijn: grote, donkergekleurde velgen, koelsleuven in de voorschermen en twee dubbele uitlaten, die schuin boven elkaar in de achterbumper zitten. De IS F beschikt over blauwe wijzers in het dashboard. De motor is niet te zien omdat een witte kunststoffen kap het grootste gedeelte bedekt.

## F
F is de aanduiding die Lexus gebruikt voor de highperformancemodellen. De IS F is de eerste in deze reeks. De letter F is ontleend aan de Fuji Speedway in Japan, het circuit waar de IS F werd ontwikkeld en getest. In het F-logo zijn sommige bochten van het circuit verwerkt.

## Concurrentie
De belangrijkste concurrenten zijn de BMW M3 E92, de Mercedes-Benz C63 AMG en de Audi RS4. Ze hebben alle vier iets meer dan 400 pk en trekken allen op naar 100 km/h onder de 5 seconden. De Lexus is verschillend, in die zin dat hij een 8-trapsautomaat heeft.